# Galerida modesta
A Galerida modesta a madarak osztályának verébalakúak (Passeriformes) rendjébe, ezen belül a pacsirtafélék (Alaudidae) családjába tartozó faj.

## Rendszerezése
A fajt Theodor von Heuglin német kutató és ornitológus írta le 1864-ban.

## Alfajai
- Galerida modesta modesta (Heuglin, 1864) – Gambia, Szenegál, dél-Mali, észak-Elefántcsontparttól Dél-Szudánig;
- Galerida modesta nigrita (Grote, 1920) – Guinea, észak-Sierra Leone;
- Galerida modesta struempelli (Reichenow, 1910) – észak-Kamerun;
- Galerida modesta bucolica (Hartlaub, 1887) – délkelet-Közép-afrikai Köztársaság, északkelet-Kongói Demokratikus Köztársaság, északnyugat-Uganda.

## Előfordulása
Afrika középső részén, Benin, Bissau-Guinea, Burkina Faso, Csád, Dél-Szudán, Elefántcsontpart, Gambia, Ghána, Guinea, Kamerun, a Kongói Demokratikus Köztársaság, a Közép-afrikai Köztársaság, Mali, Niger, Nigéria, Szenegál, Sierra Leone, Szudán, Togo, Uganda területén honos.
Természetes élőhelyei a szubtrópusi és trópusi gyepek, sziklás környezetben, valamint legelők és szántóföldek. Állandó, nem vonuló faj.

## Megjelenése
Testhossza 15 centiméter, testtömege 18-22 gramm.

## Életmódja
Magokkal és rovarokkal táplálkozik. Monogám, novembertől februárig és májustól júliusig költ.

## Természetvédelmi helyzete
Az elterjedési területe rendkívül nagy, egyedszáma pedig stabil. A Természetvédelmi Világszövetség Vörös listáján nem fenyegetett fajként szerepel.

## Forrás
- A faj szerepel a Természetvédelmi Világszövetség Vörös Listáján. IUCN. (Hozzáférés: 2022. január 13.)